# Laurin & Klement - Škoda 110
Laurin & Klement - Škoda 110 – samochód osobowy wytwarzany w latach 1925–1929 przez przejęte przez firmę Škoda zakłady Laurin & Klement w Mladá Boleslav.
Laurin & Klement - Škoda 110 jako pierwszy pojazd wytwarzany w czechosłowackim wówczas Mladá Boleslav przekroczył granicę 1000 wyprodukowanych egzemplarzy. 
Łącznie wytworzono 2985 sztuk tych pojazdów, z czego 435 w latach 1925–1927 (1. i 2. seria) i 2550 w latach 1926–1929 (3.–10. seria).